# 高須武男
髙須 武男（たかす たけお、1945年〈昭和20年〉6月24日 - ）は、日本の実業家。株式会社ベルパーク社外取締役。神奈川県横浜市出身。
第二電電株式会社（現・KDDI株式会社） 営業本部本部長、株式会社三和銀行 国際業務部ロサンゼルス支店支店長、株式会社バンダイ代表取締役社長、株式会社バンダイネットワークス代表取締役社長、株式会社バンダイナムコホールディングス代表取締役社長、一般社団法人日本玩具協会会長、公益社団法人経済同友会副代表幹事などを歴任した。

## 経歴
1945年6月24日に神奈川県横浜市に生まれる。栄光学園高等学校を経て早稲田大学政治経済学部を卒業後、1968年に三和銀行入行。1986年に麻布支店支店長に就任。1988年に第二電電（現・KDDI）に出向、営業本部本部長に就任。1992年に三和銀行へ戻り、国際業務部アジア室室長に就任。1993年にロサンゼルス支店支店長に就任。
その後、バンダイの山科誠社長（当時）から三和銀行に、アメリカで持株会社の経営ができる人材の打診があり、白羽の矢が立つ。山科と面接の末、1996年に同社に転職。経営計画推進室担当部長およびBANDAI HOLDING CORP. 代表取締役社長に就任した。1997年にバンダイ常務取締役 管理本部本部長に就任。
1999年にバンダイの業績不振により、引責辞任した前社長の茂木隆に代わり、同社の代表取締役社長に就任。2005年に代表取締役会長に就任。同年9月、ナムコ（現・バンダイナムコエンターテインメント）との経営統合によりバンダイナムコホールディングスを設立、代表取締役社長に就任。
2007年に日本玩具協会会長に就任。2009年にバンダイナムコホールディングス代表取締役会長、経済同友会副代表幹事に就任。2010年に日本取締役協会副会長に就任。2011年にバンダイナムコホールディングス取締役相談役に就任。2013年に相談役を退任後は、ベルパーク、KADOKAWA、海外需要開拓支援機構およびHOYAの社外取締役を務めた。

## 発言
- 「おもちゃ作りのことは、何もわからぬ部外者なので」[2]
- 「（玩具の）対象年齢を上げる時、われわれの最大のライバルは、携帯電話やPHSです」[3]
- 「玩具会社の価値は人気キャラクターなどヒットコンテンツの有無で決まる。当社は年間100億円程度を通じて30を超えるテレビアニメ番組のスポンサーをしているが、そのうち3割がヒットすればいいほうで、楽なビジネスではない。」[4]

## 履歴

### 学歴・職歴
- 1964年（昭和39年）3月 - 栄光学園高等学校卒業。
- 1968年（昭和43年）3月 - 早稲田大学政治経済学部卒業。
- 1968年（昭和43年）4月 - 株式会社三和銀行入行[5]。
- 1986年（昭和61年） - 株式会社三和銀行 麻布支店支店長。
- 1988年（昭和63年） - 第二電電株式会社（現・KDDI株式会社）出向 営業本部本部長。
- 1992年（平成4年） - 株式会社三和銀行 国際業務部アジア室室長。
- 1993年（平成5年）10月 - 株式会社三和銀行 国際業務部ロサンゼルス支店支店長[5]。
- 1996年（平成8年）4月 - 株式会社バンダイ移籍 経営計画推進室担当部長[5]。
- 1996年（平成8年）6月 - BANDAI HOLDING CORP. 代表取締役社長[5]。
- 1997年（平成9年）6月 - 株式会社バンダイ常務取締役 管理本部本部長[5]。
- 1999年（平成11年）3月 - 株式会社バンダイ代表取締役社長[5]。
- 2000年（平成12年）9月 - 株式会社バンダイネットワークス設立 取締役会長[6]。
- 2000年（平成12年）12月 - 株式会社トイカード代表取締役副社長[7]。
- 2002年（平成14年）2月 - 株式会社バンダイネットワークス代表取締役社長[8]。
- 2005年（平成17年）6月 - 株式会社バンダイ代表取締役会長[9]。
- 2005年（平成17年）9月 - 株式会社バンダイナムコホールディングス設立 代表取締役社長[10][11]。
- 2007年（平成19年）5月 - 社団法人日本玩具協会（現・一般社団法人日本玩具協会）会長[12]。
- 2009年（平成21年）4月 - 株式会社バンダイナムコホールディングス代表取締役会長[13]。
- 2009年（平成21年）6月 - 社団法人経済同友会（現・公益社団法人経済同友会）副代表幹事[14]。
- 2010年（平成22年）2月 - 株式会社バンダイナムコホールディングス取締役会長[15]。
- 2010年（平成22年）5月 - 一般社団法人日本取締役協会副会長[16]。
- 2011年（平成23年）6月 - 株式会社バンダイナムコホールディングス取締役相談役[17]。
- 2012年（平成24年）6月 - 株式会社バンダイナムコホールディングス相談役[18]。
- 2013年（平成25年）3月 - 株式会社ベルパーク社外取締役（現任）[19]。
- 2013年（平成25年）6月 - 株式会社バンダイナムコホールディングス退職[20]。
- 2013年（平成25年）6月 - 株式会社KADOKAWA（現・株式会社KEY-PROCESS）社外取締役[21]。
- 2013年（平成25年）11月 - 株式会社海外需要開拓支援機構設立 社外取締役[22]。
- 2014年（平成26年）6月 - HOYA株式会社社外取締役[23]。
- 2019年（令和元年）6月 - カドカワ株式会社（現・株式会社KADOKAWA）社外取締役[24]。

### 受賞・栄誉
- 2007年（平成19年）6月 - ベスト・ファーザー イエローリボン賞経済部門（社団法人日本メンズファッション協会）[25]。

## 出演

### テレビ
- 日経スペシャル カンブリア宮殿（2007年9月3日、テレビ東京）- バンダイナムコHD社長として出演[26]
- みのもんたの朝ズバッ!（2009年7月17日、TBSテレビ）[27]
- めざましどようび（2009年7月18日、フジテレビジョン）[28]
- スッキリ!!（2011年6月15日、日本テレビ放送網）[29]
- BSニュース 日経プラス10（2013年8月30日、BSジャパン）[30]